# Moeko Nagaoka
Moeko Nagaoka (長岡萌映子?, Nagaoka Moeko; Hidaka, 29 dicembre 1993) è una cestista giapponese.

## Carriera
Con il Giappone ha disputato i Giochi olimpici di Rio de Janeiro 2016 e due edizioni dei Campionati mondiali (2014, 2018).